# マーガレット・ランドン
マーガレット・ランドン (英語: Margaret Landon、1903年9月7日-1993年12月4日) は、アメリカ合衆国の作家。1944年にアナ・リオノウンズの半生を描いた『アンナとシャム王』は100万冊以上売り上げ、20ヶ国語以上に翻訳されるベストセラーとなった。1950年、ランドンはミュージカル化権をリチャード・ロジャースとオスカー・ハマースタイン2世に売却し、この小説を基にミュージカル『王様と私』が製作された。その後1949年には『Never Dies the Dream 』を執筆した。

## 生涯
ウィスコンシン州サマーズにて敬虔なメソジスト信者であるアンナス・デュアバス(通称A.D.)とジョアンナ・モーテンソン(旧姓エストバーグ)のもとに3人娘の1人としてマーガレット・ドロシア・モーテンソン(Margaret Dorothea Mortenson)が生まれた。一家はイリノイ州エバンストンに転居し、1921年、ランドンはエバンストン・タウンシップ高等学校を卒業した。
イリノイ州ウィートンにあるホイートン大学に進学し、1925年に卒業した。1年間教師を務め、その後学生時代からの知り合いであったケネス・ランドンと結婚した。1927年、2人は長老派教会宣教師となり、シャム(現タイ王国)に布教に向かった。
1927年から1937年、トラン県でミッション・スクールを運営しながら子供3人を育てつつ、シャムに関する広範囲にわたる書物を読んだ。その中で19世紀後半にラーマ4世王家のガヴァネスであったアナ・リオノウンズを知った。1937年に一家はアメリカに戻り、すぐにランドンは文章を書き始め、リオノウンズのさらなる調査を始めた。
ケネス ・ランドンはDoctor of Philosophyの取得に戻り、タイの政治についての本を執筆した。第二次世界大戦が勃発し、駐米タイ大使セーニー・プラーモートは摂政が署名していないことを理由に自国の宣戦布告を届けることを拒否した。ワシントンD.C.のタイ第一人者であったケネスはOffice of Strategic Services、その後アメリカ合衆国国務省と共に自由タイ運動を組織した。その後ケネスは何百ページにもわたる自由タイ・ラジオ放送の台本を、少ないが重要である戦後のタイの政治に関わる書籍コレクションおよびタイのポリティカル・フィクションと共に図書館に寄付した。
1943年、D.C.にて第4子ケネス・ジュニアをもうけた。ケネス・ジュニアは両親にならって執筆活動を行ない、1992年、『God of Glory: The Promise of Relationship 』を発表した。
夫妻の婚姻は67年間続き、1993年12月4日、バージニア州アレクサンドリアにて90歳で亡くなった。当時孫13人、ひ孫25人がいた。イリノイ州ウィートン墓地に埋葬されている。

## 1972年のテレビ『アンナと王様』の訴訟
1972年、20世紀フォックスは『王様と私』を基にしてCBSでミュージカルではないシチュエーション・コメディ『Anna and the King 』を製作し、サマンサ・エッガーがアナ・リオノウンズ役、ユル・ブリンナーが映画に続き王様役を演じた。この連続ドラマはヒットせず、13回で打ち切りとなった。ランドンは自身の作品を「不正確で支離滅裂な描写」にされたとして著作権侵害と共に製作側を訴えた。1974年後期、一旦敗訴したが上訴後示談となり、1975年、合意に達した。